# 글로벌 블루
글로벌 블루(Global Blue)는 여행객들의 세금 환급(tax refund) 업무를 전문적으로 담당하고 있는 기업이다. 본사는 스위스 니옹에 있다. 해외 여행객들에는 부가가치세(VAT/GST) 환급 업무를 대행하는 기업으로 널리 알려져 있다.
또한 자국통화결제(dynamic currency conversion; DCC), 마케팅 서비스, 포스(point-of-sale) 기술, 소매 스탭 교육, 관세 정보 제공 분야에서도 사업을 영위하고 있다. 2014년 현재 약 130개국에서 사업을 전개하고 있다.

## 역사
외국인 여행객들을 위한 세금 환급 업무는 1980년에 스웨덴에서부터 시작되었다. 이는 유럽 연합(EU)을 비롯한 국가들이 외국인 여행객이 여행국에서 개인적으로 상품을 구매하여 해외로 반출할 때는 부과된 세금을 환급한다는 법안을 제정하면서부터였다. 이 때, 세금 환급(tax-free)과 면세(duty-free)는 구분된다. 1947년, 아일랜드에서는 국가에서 지정한 특수 상점(이를테면 공항 면세점 같은 경우)에서 상품을 구매할 경우 법률에 따라 부과되는 국세나 지방세를 애초부터 면제하는 개념을 도입하는데 이를 가리켜 면세라고 한다.
글로벌 블루는 처음에는 스웨덴 쇼핑 세금 환급 업무를 수행하기 위해 '유럽 택스 프리 쇼핑'(Europe Tax Free Shopping)으로 설립되었다가 1998년에 '글로벌 리펀드'(Global Refund)로 사명을 변경한다. 글로벌 리펀드는 원래 스웨덴 예테보리 근처에 있는 쿵스바카(Kungsbacka)에 소재하고 있었지만 2001년에 사업 확장에 대응하기 위해 스위스 니옹으로 본사를 이전한다. 2007년에는 에퀴스톤 파트너스 유럽(Equistone Partners Europe)을 인수한다. 2010년에는 브랜드 네임을 '글로벌 블루'로 바꾸게 되는데, 이전에는 '택스 프리 쇼핑'(Tax Free Shopping)과 '퍼스트 커런시 초이스'(First Currency Choice) 두 브랜드로 사업을 전개하고 있었다.
2012년 5월에는 에퀴스톤 파트너스를 1억 유로에 실버 레이크(Silver Lake) 사에 매각했다. 2014년 4월 10일, 글로벌 블루는 CEO이자 이사회 멤버로서 데이비드 박스비(David Baxby)를 임명했다고 발표했다.

## 영업
글로벌 블루는 43개국에서 1,700명의 임직원을 고용하고 있으며, 약 27만개의 상점과 은행에 서비스를 제공하고 있다.

## 같이 보기
- 부가가치세